# 新大阪 (ゴスペラーズの曲)
『新大阪』（しんおおさか）は、ゴスペラーズ23作目のシングル。2003年10月22日にキューンミュージックから発売された。

## 解説
メインボーカルは村上てつや。テーマは「遠距離恋愛」で、新幹線のプラットホームで別れを惜しむ恋人の設定で作られた楽曲である。ミュージック・ビデオは曲の設定と同じく新大阪駅のプラットホームで別れを惜しむ恋人が描かれ、恋人役で俳優の恵秀と浅見れいなが出演していた。DVD『THE GOSPELLERS CLIPS 2001-2004'』に収録されている。タイアップとして、テレビ神奈川「saku saku」 2003年11月度エンディングテーマ、前作の『Right on, Babe』のカップリング曲である「Full of Love」に続くマルイのCMソングに使用されていた。第54回NHK紅白歌合戦での歌唱である。カップリング曲の「Golden Age～黄金時代～」は、第82回全国高校サッカー選手権大会のイメージソングに使用されていた。

## 収録曲
1. 新大阪
  - 作詞：村上てつや／作曲・編曲：村上てつや・妹尾武
2. 冬物語
  - 作詞：安岡優／作曲：黒沢薫・妹尾武／編曲：野崎良太
3. Golden Age〜黄金世代〜
  - 作詞・作曲：安岡優／編曲：北山陽一

## カバー
新大阪
- 武田雅治（Skoop On Somebody） - 『恋歌〜THE LATEST J-LOVE BALLAD HITS COLLECTION〜』に収録。
- Da-iCE- 『BOYS meet HARMONY』に収録。